# فاره
فاره (به عربی: فارة) روستایی فلسطینی، واقع در ۱۱٫۵ کیلومتری شمال صفد بود.